# 오주이
오주이(1978년 10월 30일 ~ ) 대한민국의 배우이다.

## 학력
- 서울신곡초등학교 졸업
- 신정여자중학교 졸업
- 덕원여자고등학교 졸업
- 서울예술대학교 방송연예과

## 출연작

### TV드라마, 시트콤
- 《천년지애》 (2003년, SBS) : 부여공주의 시녀 역
- 《라이벌》 (2002년, SBS) : 연소라 역

채연의 심복이자 고은새와는 천하의 앙숙
- 《느낌이 좋아》 (2000년, MBC)
- 《학교1》 (1999년, KBS2) : 장미화 역

수업시간에 선생님한테 폭력 및 부모욕을 듣고 경찰에 선생님을 신고하지만, 후에 사죄함. 나리와는 한시도 떨어져 있지 않음.
- 《순풍산부인과》 (1998년, SBS) : 송혜교 대학동기 역
- 《나》 (1997년, MBC) : 생활관 귀신 오주이 역, 안주희 역
- 《신세대 보고 - 어른들은 몰라요》 (1995~1997년, KBS)
- 《일월》 (1993년, KBS) : 야마다 시지에 역

### 영화
- 《하루》 (2001년) : 정간호사 역
- 《진실게임》 (2000년) : 회원1역